# Agésilas Ier
Pour les articles homonymes, voir Agésilas.
Agésilas Ier (en grec ancien Άγησίλαυς) est un roi semi-légendaire de Sparte, 6e souverain de la dynastie des Agiades qui succède à son père Doryssos. Il règne sur Sparte entre 820 et 790 av. J.-C. environ. Il est possible qu'il règne seul, la dyarchie n'ayant peut-être pas encore été mise en place à cette époque.
C'est sous son règne (qui dura 44 ans d'après Eusèbe de Césarée) que Lycurgue aurait apporté les lois à Sparte.
Son fils Archélaos lui succède.